# Sidney (Indiana)
Pour les articles homonymes, voir Sidney.
Sidney est une municipalité située dans le comté de Kosciusko, dans l’État de l'Indiana, aux États-Unis. Lors du recensement de 2020, elle comptait 131 habitants.